# 圣安娜-杜伊塔拉雷
圣安娜-杜伊塔拉雷是巴西巴拉那州的一个市镇。总面积251.265平方公里，总人口6138人，人口密度24.4人/平方公里。